# والتر إيفانز (لاعب كرة قدم)
والتر إيفانز (بالإنجليزية: Walter Evans)‏ هو لاعب كرة قدم بريطاني (وحمل سابقاً جنسية المملكة المتحدة لبريطانيا العظمى وأيرلندا) في مركز الدفاع، ولد في 1867 في المملكة المتحدة، وتوفي في 10 مايو 1897. شارك مع منتخب ويلز لكرة القدم. أما مع النوادي، فقد لعب مع أستون فيلا وBootle F.C. (1879) ‏.

## وصلات خارجية
- والتر إيفانز على موقع قاعدة بيانات كرة القدم.إي يو (الإنجليزية)